# Keyshawn Johnson
Joseph Keyshawn Johnson (Los Angeles, 22 aprile 1972) è un ex giocatore di football americano, di nazionalità statunitense, che ha giocato nel ruolo di wide receiver per undici stagioni nella National Football League (NFL). Fu scelto come primo assoluto nel Draft NFL 1996 dai New York Jets. Al college ha giocato a football alla University of Southern California venendo premiato come All-American. Attualmente lavora come commentatore per ESPN.

## Carriera professionistica

### New York Jets
I New York Jets scelsero Johnson come primo assoluto nel Draft 1996. Fu il primo wide receiver ad essere selezionato con la prima chiamata assoluta del draft da Irving Fryar, scelto dai New England Patriots nel 1984. A New York, Johnson rimase per quattro stagioni (1996–1999), le ultime tre delle quali con il capo-allenatore Bill Parcells, che in due stagioni portò i Jets da un record di 1-15 nel 1996 (l'anno da rookie di Johnson) a 9–7 nel 1997 e 12–4 nel 1998, vincendo il primo titolo della AFC East division della storia della franchigia. Una delle migliori prestazioni di Johnson giunse nella vittoria 34–24 sui Jacksonville Jaguars nel divisional round dei playoff della AFC nel 1998. In quella gara, Johnson ricevette 9 passaggi per 121 yard e un touchdown, corse per 28 yard e un altro touchdown, recuperò un fumble e mise a segno un intercetto in difesa. I Jets si fermarono a un passo dal Super Bowl la settimana successiva, perdendo la finale della AFC contro i Denver Broncos 23–10.

### Tampa Bay Buccaneers
Johnson il 12 aprile 2000 fu scambiato coi Tampa Bay Buccaneers per due scelte del primo giro (la 12º, Shaun Ellis, e la 27º, Anthony Becht) del Draft NFL 2000. Poco dopo essere arrivato a Tampa Bay, Johnson firmò un contratto di otto anni del valore di 56 milioni di dollari, che lo rese il più pagato wide receiver della lega. All'epoca in cui Keyshawn su unì alla squadra, i Bucs erano arrivati a una gara dal Super Bowl nella stagione precedente. Nel 2002, Johnson vinse il Super Bowl coi Buccaneers dopo l'arrivo del nuovo capo-allenatore Jon Gruden, che succedette a Tony Dungy. Johnson ricevette 76 palloni per 1.088 yard e 5 touchdown nella stagione regolare; nei playoff ricevette otto palloni per 125 yard e un touchdown contro i Philadelphia Eagles, prestazione cui ne seguì una da 69 yard nel Super Bowl. A causa del suo cattivo rapporto con Gruden però, (illustrata da un video in cui il giocatore urla contro Gruden a bordo campo) lo portarono ad essere lasciato fuori dal roster nelle ultime 7 partite della stagione 2003. A fine stagione, Johnson fu scambiato coi Dallas Cowboys, dove si riunì col suo vecchio capo-allenatore Bill Parcells.

### Dallas Cowboys
I Bucs il 19 marzo 2004 spedirono Johnson ai Dallas Cowboys per Joey Galloway, per cui anche i Cowboys avevano ceduto all'epoca due prime due scelte del draft per assicurarselo. Tornato con Parcells, Johnson fu un punto di forza dei Cowboys nel 2004, guidando la squadra in yard ricevute e classificandosi primo a pari merito per touchdown ricevuti, oltre ad aver recitato un ruolo di leader sia dentro che fuori dal campo.

### Carolina Panthers
Il 23 marzo 2006, Johnson firmò un contratto quadriennale del valore di 14 milioni di dollari, 5 milioni dei quali garantiti in forma di bonus alla firma, coi Carolina Panthers. Johnson avrebbe dovuto fungere da secondo ricevitore della squadra accanto a Steve Smith.
Durante una gara dei Carolina Panthers nel Monday Night Football contro i Buccaneers il 13 novembre 2006, Johnson divenne il primo giocatore nella storia della NFL a segnare un touchdown nel Monday Night Football con quattro diverse franchigie (Jets, Buccaneers, Cowboys e Panthers).
Johnson fu multato di 5.000 dollari nel dicembre 2006 per aver lanciato il proprio casco in preda alla rabbia in una sconfitta 27–24 contro gli Eagles.
Johnson fu svincolato dai Panthers il 1º maggio 2007 dopo una stagione da 70 ricezioni per 815 yard e 4 touchdown.

### Ritiro
Il 23 maggio 2007, malgrado avesse ricevuto diverse offerte da squadre NFL inclusi i Tennessee Titans, Johnson annunciò il proprio ritiro e contemporaneamente la sua partecipazione in veste di commentatore su ESPN.
Le sue 10.571 yard ricevute lo collocano al 24º posto di tutti i tempi nella NFL. Il raggiungimento delle 600 ricezioni in carriera in sole 118 gare lo pongono alla pari con Herman Moore al secondo posto di tutti i tempi per velocità a raggiungere questo traguardo. I suoi 512 passaggi ricevuti nelle prime 100 gare della carriera lo vedono al quarto posto nella classifica di tutti i tempi, dietro solo a Marvin Harrison (591), Sterling Sharpe (524) e Lionel Taylor (516).

## Palmarès

### Franchigia
- Super Bowl : 1

Tampa Bay Buccaneers: XXXVII
- National Football Conference Championship: 1

Tampa Bay Buccaneers: 2002

### Individuale
- (3) Pro Bowl (1998, 1999, 2001)
- All-Pro (1998)
- MVP del Pro Bowl (1998)
- Club delle 10.000 yard ricevute in carriera

## Statistiche
| Partite totali             | 167    |
| Partite totali da titolare | 162    |
| Yard su ricezione          | 10.571 |
| Touchdown su ricezione     | 64     |